# Trathala annulicornis
Trathala annulicornis là một loài tò vò trong họ Ichneumonidae.